# Цаган-Усн
Цаган-Усн (калм. Цаһан Усн) — посёлок (сельского типа) в Яшкульском районе Калмыкии, административный центр Цаган-Уснского сельского муниципального образования.
Население — 511 чел. (2010).

## Название
Изначально урочище Цаган Усн было обширной заливной низиной, конечным участком балки-речки Бурата. Компонент калм. цаһан «белый» в названии указывает на цветовой оттенок лиманов из-за обилия ковыля.

## История
Дата основания не установлена. Предположительно оседлый посёлок, как многие другие населённые пункты Калмыкии, возникает в начале 1920-х годов в рамках политики по переходу на оседлый образ жизни. В 1925 −26 годах на средства местных жителей Увшиева Талты и Хумыкова Боры был построен комплекс зданий школы (спальный корпус, столовая, клуб, пекарня, прачечная, баня, складские и хозяйственные постройки, дом для учителей). Первоначально преподавание велось на русском языке. С 1936-38 началось обучение на калмыцком языке.
В годы Великой Отечественной войны посёлок был кратковременно оккупирован (в 1942 году). Фашистами школа со всеми постройками была разрушена и сожжена. 28 декабря 1943 года население посёлка было депортировано по национальному признаку — калмыки. Указом Президиума ВС СССР от 27.12.1943 года «О ликвидации Калмыцкой АССР и образовании Астраханской области в составе РСФСР», как и другие населённые пункты Черноземельского улуса Калмыкии посёлок был включён в состав Астраханской области (с 1952 года в составе Ставропольского края), переименован в Беловодный.
В 1956 году в посёлок начали возвращаться калмыки. В 1957 году на основании Указа Президиума ВС СССР от 09.01.1957 года «Об образовании Калмыцкой автономной области в составе РСФСР» посёлок возвращён в состав Калмыкии. В том же годы снова открылась школа. 22 августа 1961 года Президиум Верховного Совета РСФСР утвердил произведенные Президиумом Верховного Совета Калмыцкой АССР возвращение исторического названия Цаган-Усн. В 1964 году было построено здание типовой начальной школы.
В мае 1978 года был создан совхоз «Цаган-Усн». В 1978 году на базе начальной школы была образована восьмилетняя школа. В 1993 году школа преобразована в среднюю.

## Физико-географическая характеристика
Посёлок расположен на юге Яшкульского района, в пределах Прикаспийской низменности, являющейся частью Восточно-Европейской равнины. Посёлок расположен ниже уровня мирового океана. Средняя высота — 9 ниже уровня моря. Рельеф местности равнинный. К северо-востоку, югу и юго-западу от посёлка расположено несколько безымянных водоёмов, образовавшихся в результате функционирования Черноземельской оросительно-обводнительной системы.
По автомобильной дороге расстояние до столицы Калмыкии города Элиста составляет 110 км, до районного центра посёлка Яшкуль — 20 км. К посёлку имеется асфальтированный подъезд от региональной автодороги Яшкуль — Комсомольский — Артезиан (9,4 км).
Согласно классификации климатов Кёппена-Гейгера тип климата — семиаридный. Среднегодовая температура воздуха — 10,2 °C, количество осадков — 261 мм. В окрестностях посёлка распространены солонцами в комплексе с бурыми пустынно-степными солонцеватыми почвами.

## Население
В конце 1980-х в посёлке численность населения посёлка составляла около 540 человек.
| 2002 | 2010 |
| ---- | ---- |
| 534  | ↘511 |

Этнический состав в 2002
| Национальность | Численность | Процент |
| -------------- | ----------- | ------- |
| Калмыки        | 391         | 74,33%  |
| Даргинцы       | 98          | 18,63%  |
| Русские        | 15          | 2,85%   |
| Кумыки         | 10          | 1,9%    |
| Казахи         | 6           | 1,14%   |
| Татары         | 3           | 0,57%   |
| Украинцы       | 3           | 0,57%   |
| Всего          | 526         | 100%    |

Этнический состав в 2010
| Национальность | Численность (2010) | Процент |
| -------------- | ------------------ | ------- |
| Калмыки        | 355                | 70%     |
| Даргинцы       | 128                | 25,2%   |
| Русские        | 11                 | 2,2%    |
| Казахи         | 6                  | 1,2%    |
| Украинцы       | 3                  | 0,6%    |
| Не указана     | 4                  | 0,8%    |
| Всего          | 507                | 100%    |

## Социальная инфраструктура
В посёлке имеется магазин, почтовое отделение, дом культуры и библиотека. Среднее образование жители посёлка получают в Цаган-Уснской средней общеобразовательной школе. Медицинское обслуживание жителей обеспечивают фельдшерско-акушерский пункт и Яшкульская центральная районная больница, расположенная в посёлке Яшкуль.
Посёлок электрифицирован и газифицирован. Централизованные системы водоснабжения и водоотведения отсутствуют.